# Shūta Sonoda
Shūta Sonoda (其田 秀太?, Sonoda Shūta; Prefettura di Nagasaki, 6 febbraio 1969) è un ex calciatore giapponese, di ruolo centrocampista.
Vanta più di 100 presenze nella massima serie giapponese.